# Zbigniew Łoskot

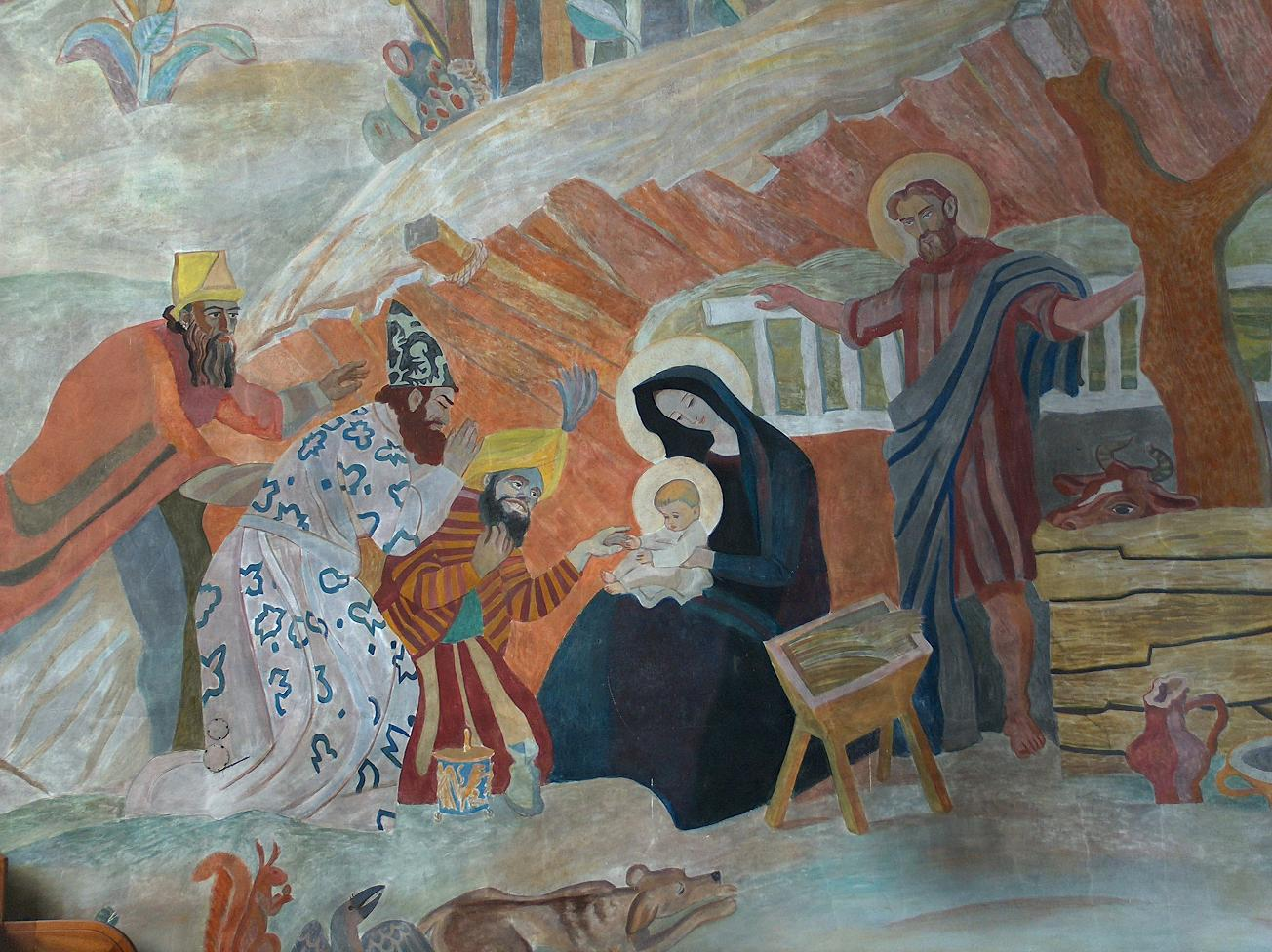
Fragment fresku przedstawiającego pokłon Trzech Króli z kościoła w Ołtarzewie

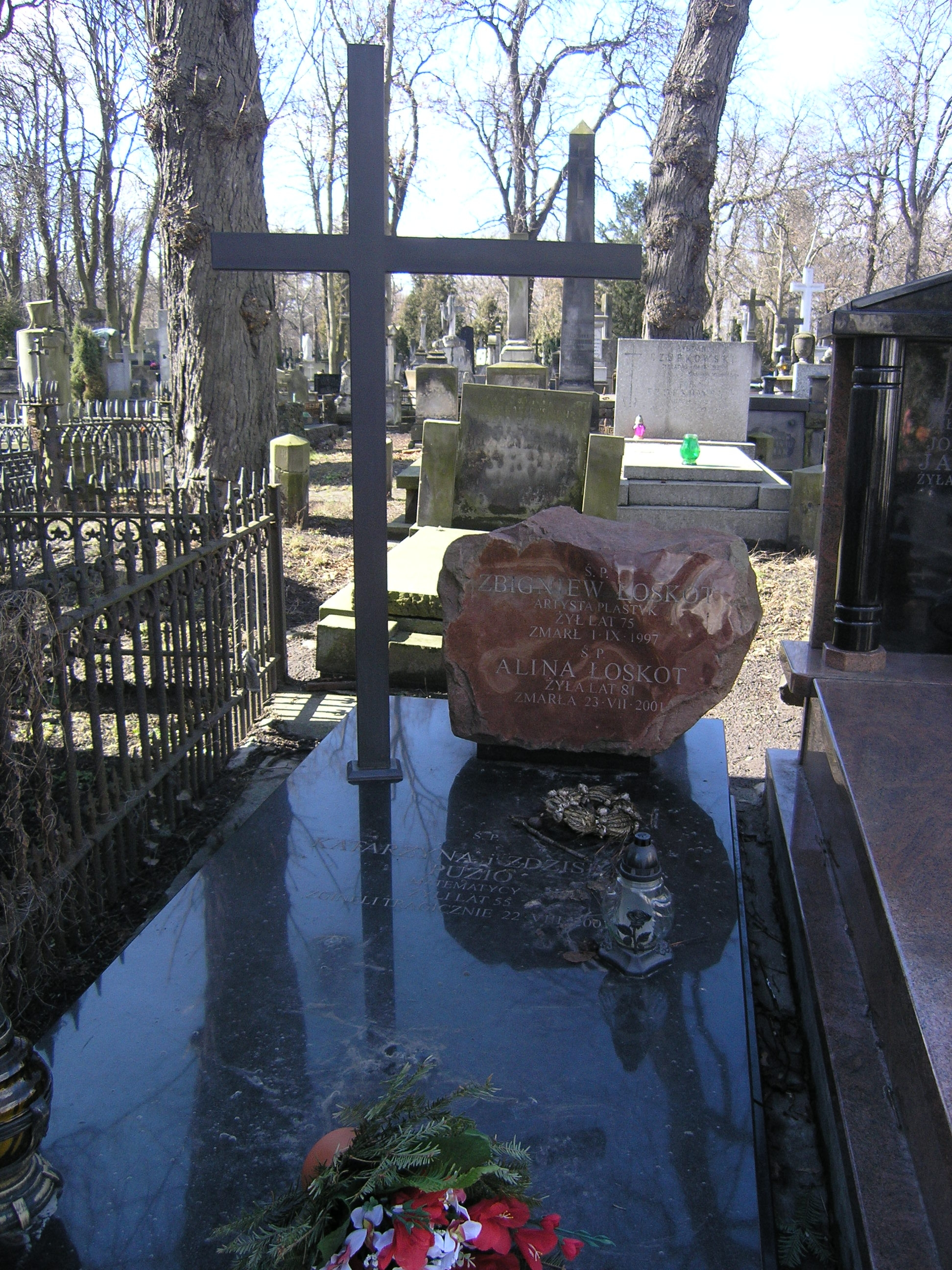
Grób Zbigniewa Łoskota na cmentarzu Powązkowskim w Warszawie (marzec 2012)

Zbigniew Bronisław Łoskot (ur. 1 września 1922 w Warszawie, zm. 1 września 1997 tamże) – polski malarz i grafik, w czasie okupacji hitlerowskiej związany z redakcją pisma „Sztuka i Naród”.

## Życiorys
Urodzony 1 września 1922 r. w Warszawie, był synem aktorów Janiny z d. Madziar i Wincentego Łoskotów. Uczył się w Gimnazjum i Liceum Męskim im. Jana Zamoyskiego w Warszawie przy ul. Smolnej 30 – ekskluzywnej szkole warszawskiej o nastawieniu narodowym i katolickim. Maturę zdał na tajnych kompletach w 1942 r.
W latach 1940–1944 kształcił się w warszawskich placówkach – Miejskiej Szkole Sztuk Zdobniczych i Malarstwa oraz Szkole Malarstwa im. Konrada Krzyżanowskiego.
W pierwszej połowie lat 40. należał do grupy artystycznej skupionej wokół pisma „Sztuka i Naród”, reprezentującej profil narodowo-katolicki; na łamach pisma – pod pseudonimem Jan Kowalski – zamieścił artykuł: O malarstwie narodowym („Sztuka i Naród” 1942 nr 2) oraz ilustrację do noweli swego szkolnego kolegi z Gimnazjum Zamoyskiego – Wacława Bojarskiego.
Po wojnie studiował w Akademii Sztuk Pięknych w Krakowie (1945-1949), tam też uzyskał dyplom w 1954. Jego pedagogami byli m.in. Adam Rychtarski, Tadeusz Pruszkowski, Zygmunt Kamiński, Mieczysław Schulz, a w Krakowie Zbigniew Pronaszko. Łoskot odbył ponadto podróże artystyczne do Czechosłowacji (1967) i Francji (1968). Od 1952 był członkiem Związku Polskich Artystów Plastyków (okręg warszawski).
Uprawiał malarstwo ścienne (fresk, mozaikę, witraż), malarstwo sztalugowe, grafikę warsztatową (drzeworyt, linoryt, suchoryt). Był ilustratorem wielu książek; współpracował m.in. z wydawnictwem Pallottinum (zaprojektował okładkę i obwolutę pierwszego wydania Biblii Tysiąclecia), czy Nasza Księgarnia jako ilustrator książek dla dzieci.
Wśród prac graficznych Łoskota dominowały kompozycje surrealistyczno-satyryczne (m.in. cykl Szarlatan, 1961-1969). Jako malarz podejmował przede wszystkim tematykę sakralną i liczne jego prace znalazły się w ponad 40 polskich kościołach. Był m.in. projektantem powojennych witraży z warszawskiej archikatedry św. Jana Chrzciciela, wykonawcą polichromii oraz projektantem witraży w kościele seminaryjnym w Ołtarzewie, a także polichromii w kościele pw. Przemienienia Pańskiego i św. Antoniego Padewskiego w Wisznicach. Zbigniew Łoskot był też autorem witraży i stacji drogi krzyżowej w starym kościele w Dolinie Miłosierdzia w Częstochowie, fresków w kościele parafialnym w Rosochatem Kościelnem, mozaiki w kościele św. Teresy w Warszawie-Włochach, kompozycji ceramicznych w kościele św. Andrzeja Boboli w Szczecinie, fresków, witraży i mozaiki na fasadzie kościoła parafialnego w Otwocku, witraży w kościele św. Wojciecha w Warszawie.
Pierwsze wystawy indywidualne miał w latach 60. – w 1965 w Galerii Sztuki MDM w Warszawie, rok później w Klubie Inteligencji Katolickiej w Warszawie. Obrazy olejne, grafiki i rysunki Łoskota prezentowano także m.in. na wystawie pośmiertnej w Regionalnym Ośrodku Kultury w Częstochowie w 2002. Z prezentacji zbiorowych, w których uczestniczył Zbigniew Łoskot, można wymienić m.in. Ogólnopolską Wystawę Młodej Plastyki w warszawskim Arsenale (1955), wystawę Grafika Artystyczna i Rysunek w XV-lecie PRL w Zachęcie (1961), II i III Biennale Grafiki w Krakowie (1962, 1964). Prace artysty znajdują się w zbiorach Muzeum Historycznego w Warszawie, Muzeum Pomorza Zachodniego w Szczecinie, Muzeum im. Leona Wyczółkowskiego w Bydgoszczy, Edition de Dialoque w Paryżu.
Zaprzyjaźniony z plastykiem ks. Jan Twardowski napisał o nim: To niespotykany, zasłużony i niedoceniony malarz kościołów. Był prawdziwym artystą, bo nie udawał artysty. Urodził się 1 września 1922 r., umarł 1 września 1997 r., to znaczy w dniu swoich urodzin. Ten zbieg okoliczności może utwierdzić w przekonaniu, że dokładnie wypełnił swoje życie.
Żonaty z Aliną z d. Goździuk, miał pięcioro dzieci i dwanaścioro wnuków. Wnukiem Zbigniewa Łoskota jest m.in. Piotr Cywiński.
Pochowany na cmentarzu Powązkowskim (kwatera 23 wprost-1-29).

## Nagrody i wyróżnienia
W 1965 Łoskot był laureatem I nagrody w konkursie na mozaikę i wnętrze kaplicy prymasowskiej w archikatedrze warszawskiej. W 1981 r. otrzymał nagrodę im Włodzimierza Pietrzaka w dziedzinie artystycznej.